# Lossjön
Lossjön är en sjö i Ljusdals kommun i Hälsingland och ingår i Ljusnans huvudavrinningsområde. Sjön är 19 meter djup, har en yta på 3,15 kvadratkilometer och befinner sig 314 meter över havet. Sjön avvattnas av vattendraget Loån (Hyttån).

## Delavrinningsområde
Lossjön ingår i det delavrinningsområde (684408-146994) som SMHI kallar för Utloppet av Lossjön. Medelhöjden är 356 meter över havet och ytan är 15,41 kvadratkilometer. Räknas de 32 avrinningsområdena uppströms in blir den ackumulerade arean 253,55 kvadratkilometer. Loån (Hyttån) som avvattnar avrinningsområdet har biflödesordning 3, vilket innebär att vattnet flödar genom totalt 3 vattendrag innan det når havet efter 174 kilometer. Avrinningsområdet består mestadels av skog (69 procent). Avrinningsområdet har 3,22 kvadratkilometer vattenytor vilket ger det en sjöprocent på 20,9 procent.